# Ali Gökdemir
Ali Gökdemir (aserbaidschanisch Əli Gökdəmir; * 17. September 1991 in Schwäbisch Hall, Baden-Württemberg) ist ein deutsch-aserbaidschanischer Fußballspieler türkischer Abstammung. Der Abwehrspieler steht seit 2015 bei den Sportfreunden Schwäbisch Hall unter Vertrag.

## Vereinskarriere

### Anfänge
Gökdemir wurde in Schwäbisch Hall geboren. Sein erster Verein waren die dort ansässigen Sportfreunde. Später ging er zum TSV in Ilshofen. Danach ging er in die bekannte Jugendakademie des VfB Stuttgart. Dort blieb er bis 2009.

### Hannover 96
2009 wechselte er in die A-Jugend von Hannover 96. Nach einem Jahr wurde er in die zweite Mannschaft hochgezogen. Dort spielte er eine tragende Rolle und wurde erst Juniorennationalspieler und dann schließlich A-Nationalspieler von Aserbaidschan. Im Februar 2013 stand Gökdemir das erste Mal gegen Werder Bremen im Profikader, kam aber nicht zum Einsatz. Im April 2013 verlängerte er seinen Vertrag um zwei weitere Jahre bis 2015. Für die Saison 2013/14 ist er im Profikader vorgesehen und bekommt die Nummer 35. Nachdem Gökdemir im Januar 2014 vom neuen Trainer Tayfun Korkut in die zweite Mannschaft geschickt wurde, wechselte er bis zum Saisonende auf Leihbasis in die türkische Süper Lig zu Sanica Boru Elazığspor.

### Elazığspor
In der Süper Lig hatte er einen Kurzeinsatz am 20. Spieltag gegen Kayserispor. Bis zum 25. Spieltag stand er regelmäßig im Liga-Aufgebot des türkischen Erstligisten, kam aber nicht zum Einsatz. Im Türkiye Kupasi 2013/14 machte er insgesamt zwei Spiele über die volle Distanz. Bei der Niederlage gegen Antalyaspor spielte er im defensiven Mittelfeld, beim 4:1-Sieg gegen Tokatspor spielte er wie gewohnt als Innenverteidiger. Mitte März zog er sich eine Verletzung zu und fiel für den Rest der Saison aus. Nicht zuletzt deshalb konnte er sich für ein weiteres Engagement in der Türkei nicht bewerben und kehrte nach Ablauf der Leihe zurück nach Hannover.

### Simurq Zaqatala
Im Juli 2014 wechselte Gökdemir in die aserbaidschanische Premyer Liqası zu Simurq Zaqatala. Hier erzielte er ein Tor in 20 Ligaspielen und belegte am Ende der Saison den fünften Platz.

### Sportfreunde Schwäbisch Hall
Zur Saison 15/16 wechselte Gökdemir in die Verbandsliga zu Sportfreunde Schwäbisch Hall. Mit dem Verein stieg er 2018 in die siebtklassige Landesliga ab.

## Nationalmannschaftskarriere
Sein erstes Spiel für die U-21 von Aserbaidschan machte er 29. Februar 2012 im U-21 EM-Qualifikationsspiel gegen Island U-21. Dort erzielte er sein erstes Länderspieltor und das einzige Tor der Partie. Es folgten noch drei weitere Einsätze, bis er von Trainer Berti Vogts 2012 erstmals für die A-Nationalmannschaft nominiert wurde. In knapp anderthalb Jahren absolvierte er dort insgesamt zehn Länderspiele.

## Sonstiges
Ali Gökdemir engagiert sich seit 2013 bei Show Racism the Red Card-Deutschland e.V. Im November beteiligte er sich bei einem Workshop der Bildungsinitiative und berichtete den Schülern und Schülerinnen über seine eigenen Erfahrungen mit Rassismus und Diskriminierung.